# Här schaktas utan pardon
Här schaktas utan pardon är den svenska proggruppen Gläns över sjö & strands andra och sista studioalbum, utgivet på skivbolaget MNW 1971 (skivnummer MNW 22P).

## Låtlista
A
1. "Fädernas missgärningar"
2. "Johan Sven Persson"
3. "Vad ska vi göra"
4. "I väntan på vinden"

B
1. "Stigarna leder hemåt"
2. "John Babcock"
3. "Tango med besked"
4. "Olja"

## Medverkande
- Thord Bengtsson - keyboard, fiol, gitarr, dragspel, sång
- Louise Mosskin - flöjt, sång
- Peter Mosskin - gitarr, munspel
- Börje Olevald - bas, munharpa
- Hans Wiktorsson - trummor, congas

### Fotnoter
1. ↑  ”Här schaktas utan pardon”. Discogs.com. http://www.discogs.com/Gl%C3%A4ns-%C3%96ver-Sj%C3%B6-Strand-H%C3%A4r-Schaktas-Utan-Pardon/release/3752111. Läst 1 september 2012.